# Річія
Річчія (Riccia) — рід маршанцієвих печіночників родини річієвих (Ricciaceae). Налічує до 140 видів, поширених по всій земній кулі. У флорі України трапляється 15 видів.

## Опис
Слань у річії дихотомно розгалужена, з лінійними або серцеподібними сегментами, здебільшого у розетках до 2 см у діаметрі. На анатомічних препаратах слані видно дві тканини: основну з паренхімних клітин та асиміляційну, утворену вертикальними лінійними клітинними рядами або розбиту на окремі повітряні камери.

## Класифікація
Рід налічує 140 видів, що згруповані у 5 підродів (нижче наведено також деякі європейські види):
- Підрід Riccia
  - Riccia ciliifera
  - Riccia gougetiana
  - Riccia michelii
  - Riccia ciliata
  - Riccia intumescens
  - Riccia sorocarpa
  - Riccia papillosa
  - Riccia beyrichiana
  - Riccia glauca
  - Riccia bifurca
  - Riccia gothica
  - Riccia subbifurca
  - Riccia trabutiana
  - Riccia warnstorfii
  - Riccia ligula
  - Riccia crozalsii
  - Riccia crustata
  - Riccia lamellosa
  - Riccia melitensis
  - Riccia macrocarpa
  - Riccia sommieri
  - Riccia breidleri
  - Riccia bicarinata
  - Riccia atromarginata
- Підрід Ricciella
  - Riccia canaliculata
  - Riccia cavernosa
  - Riccia duplex
  - Riccia fluitans
  - Riccia huebeneriana
  - Riccia rhenana
  - Riccia frostii
  - Riccia crystallina
  - Riccia perennis
- Підрід Thallocarpus
- Підрід Viridisquamata
- Підрід Leptoriccia